# Class diagram
I diagrammi delle classi (class diagram) sono uno dei tipi di diagrammi che possono comparire in un modello UML. In termini generali, consentono di descrivere tipi di entità, con le loro caratteristiche e le eventuali relazioni fra questi tipi. Gli strumenti concettuali utilizzati sono il concetto di classe del paradigma object-oriented e altri correlati (per esempio la generalizzazione, che è una relazione concettuale assimilabile al meccanismo object-oriented dell'ereditarietà).

## Usi dei diagrammi delle classi
Uno degli assunti fondamentali del paradigma a oggetti è che il concetto di classe, e concetti correlati come l'ereditarietà o il polimorfismo, si prestino a rappresentare in modo diretto e intuitivo la realtà, in qualsiasi ambito (per usare le parole di Grady Booch, "un oggetto è qualsiasi cosa a cui si possa pensare"). I diagrammi delle classi UML sono basati su versioni astratte di tali concetti, e possono essere utilizzati per descrivere sostanzialmente qualsiasi contesto a qualsiasi livello di astrazione (enfatizzandone, però, solo alcuni aspetti). Di conseguenza, UML prevede un loro impiego a livello di analisi e in particolare analisi del dominio (ovvero la descrizione del contesto in cui un sistema software deve operare), ma anche a livello di progettazione (nella descrizione della struttura interna del sistema, dei suoi componenti e delle loro relazioni).

## Concetti principali

### Classe
L'elemento di modello principale dei diagrammi delle classi è la classe. Una classe rappresenta una categoria di entità (istanze), nel caso particolare dette oggetti; il nome della classe indica la categoria di entità descritta dalla classe. Ogni classe è corredata da un insieme di attributi (che descrivono le caratteristiche o lo stato degli oggetti della classe) e operazioni (che descrivono il comportamento della classe). Il simbolo grafico che rappresenta le classi UML è un rettangolo suddiviso in tre scomparti, rispettivamente dedicati al nome della classe, agli attributi e alle operazioni.

### Relazione
Due classi possono essere legate da relazioni che rappresentano i legami (link) che possono sussistere fra gli oggetti delle classi associate. Tali Relazioni possono essere corredate da un insieme di informazioni aggiuntive, per esempio, il ruolo svolto da ogni classe o la molteplicità della relazione (il numero di oggetti delle due classi che possono essere coinvolti in un link). Esistono diversi tipi di relazione (associazione, aggregazione, composizione, dipendenza, generalizzazione, realizzazione), e ogni tipo viene rappresentato mediante una particolare linea orientata da una freccia che connette le due classi coinvolte. 

#### Associazione
Due classi possono essere legate da relazione di associazione, che indica che gli oggetti delle due classi condividono una relazione statica.

#### Dipendenza
Due classi possono essere legate da una relazione di dipendenza, che indica che la definizione di una delle due fa riferimento alla definizione dell'altra.

#### Generalizzazione
Due classi possono essere legate da una relazione di generalizzazione, che indica che una delle due classi (detta superclasse) si può considerare una generalizzazione dell'altra (detta sottoclasse). 

## Esempio di diagramma
Il diagramma descrive due entità (i rettangoli), Cliente e Reclamo, e le relative relazioni (il segmento che li unisce).
Il nome della classe è riportato come nome del rettangolo che compare nella parte superiore dello stesso.
Gli attributi, o caratteristiche del cliente, compaiono nella parte centrale del rettangolo e in questo caso rispetto alla Classe Cliente sono un identificativo, il cognome, il nome ed il telefono (si descrivono solo gli attributi utili al modello).
I comportamenti, o metodi, compaiono nella parte inferiore del rettangolo e relativamente alla classe Reclamo, sono le azioni Crea, Modifica o Chiudi.
La relazione indica anche una cardinalità (i numeri posti vicino alle Classi) del tipo 1 a molti e in questo caso si leggono "ad 1 Cliente corrispondono 1 o n Reclami" e "ad 1 Reclamo corrisponde 1 Cliente".